# لار (شبستر)
لار هي قرية في مقاطعة شبستر، إيران. عدد سكان هذه القرية هو 530 في سنة 2006.